# Sergio Bero
Sergio Bero, conocido por su pseudónimo serbero, es un psicólogo, editor y escritor español. Es conocido por su activismo cultural en pro de los derechos de las personas LGTBIQ+.

## Biografía
Nacido en Bilbao, sitúa su residencia en Madrid, tras haber vivido en Londres o Lima y es abiertamente homosexual.

## Carrera profesional
Miembro de la división 44 de la APA, dedicada a los estudios sobre orientación sexual e diversidad de género, tiene formación específica en terapias contextuales, fortalezas psicológicas y neuropsicología clínica.
En terapia trabaja trastornos de ánimo, regulaciones emocionales y dependencias.Comprometido con la divulgación de la Psicología tanto en redes sociales como en varias plataformas educativas ha trabajado como docente en la Universidad Nacional Mayor de San Marcos y en el Instituto Europeo de Psicología Positiva. En 2022, su podcast Serbero on focus, donde se ocupa de la atención plena, llega a su tercera temporada.

## Carrera literaria
En 2020 publica La cama luchada, un compendio de relatos sobre las relaciones intra e interpersonales de los homosexuales en el siglo XXI.La publicación surge tras el éxito de su blog de microrrelatos (algunos de ellos recogidos en el libro) creado en 2016.
Alcanzar rápidamente la segunda edición, anima al autor a explorar aspectos como la autoestima y la inseguridad, modelando los perfiles psicológicos de los personajes más concienzudamente, en Cierto que miento.La salud mental vuelve a estar presente en Mimi me salvó donde hace hincapié en la importancia de los referentes y en la música. Meses escasos bastan para alcanzar la tercera edición de este libro.
Desde 2024 dirige junto a su pareja, el ilustrador y diseñador Antto Kabo, la editorial sobre diversidad e igualdad Kabo&Bero Ediciones. Gracias a la cooperación con It Gets Better España, asociación que trabaja contra el bullying, han creado el Premio Todo Mejora de literatura juvenil lgtbiq+. A partir de 2025 aporta contenido revisado en manuales psicoeducativos.

## Obras
- La calma luchada. Dos Bigotes. 2020. ISBN 978-84-121091-5-3.
- Cierto que miento. Hidroavión. 2021.
- Mimi me salvó. Kabo&Bero Ediciones. 2024. ISBN 978-84-128078-0-6.
- ¿Respiras Conmigo? Recursos de mindfulness para la diversidad. Kabo&Bero Ediciones. 2025. ISBN 978-84-129140-8-5.

## Obras de edición & colaboración
- Pérez Rioja, Agustina (2025). Tus tres aliados: Cómo superar el síndrome del impostor. Kabo&Bero Ediciones. ISBN 978-84-129741-0-2.
- Pérez Rioja, Agustina (2025). Tus (des)ganas: Cómo superar la desmotivación personal. Kabo&Bero Ediciones. ISBN 978-84-129741-6-4.

## Premios
- Finalista Besametonto Awards 2020. La calma luchada.[13]